# Albert Thümmel
Albert Thümmel (* 1885; † nach 1945) war ein deutscher Historiker, Oberstudiendirektor und Autor populärer Geschichtsbücher.

## Leben
Über sein Leben ist wenig bekannt. Nach einem Studium der Geschichtswissenschaft erfolgte 1909 die Promotion zum Dr. phil an der Universität Leipzig. 1914 war Thümmel als Realgymnasiallehrer und 1919 als Oberlehrer in Plauen tätig und heiratete Mila geb. Hutzelmeyer aus Nürnberg. Er wurde Vorsitzender des Vereins für das Deutschtum im Ausland und war als Studienrat Mitglied des Rotary Klubs Plauen. Anfang April 1934 wurde Thümmel als bisheriger Konrektor des Realgymnasiums in Plauen einstimmig zum Oberstudiendirektor für die neue vereinigte höhere Mädchenschule in Plauen gewählt. Er blieb bis zum Ende des Zweiten Weltkrieges im Amt.
In seinen Büchern, die nach dem Zweiten Weltkrieg veröffentlicht wurden, wird er als Oberstudiendirektor i. R. bezeichnet. Seine Bücher enthielten allgemeinverständliche Texte mit Illustrationen sowie Sammelbilder, die in die Bücher einzukleben waren. Zielgruppe waren offenbar Jugendliche, deren Interesse an der Deutschen Geschichte geweckt werden sollte. Das Interesse von Spezialisten an Thümmels Werk mag sich heute auf seine Dissertation beziehen. Interessanter ist seine von der Historiografie des 19. Jahrhunderts geprägte Sichtweise der deutschen Geschichte, die – in Verbindung mit anderen Publikationen – in der Nachkriegszeit sicher eine gewisse Breitenwirkung erzielte.

## Werke
- Der germanische Tempel. (Mit 2 Karten). Inauguraldissertation zur Erlangung der Doktorwürde der hohen philosophischen Fakultät der Universität Leipzig. Halle a. S. 1909. Auch abgedruckt in den Beiträgen zur Geschichte der deutschen Sprache und Literatur. XXXV.1. Heft.
- Deutsche Geschichte. Bd. I: Von den Uranfängen bis zum Ende des 30jährigen Krieges. 8. Aufl., Herba-Verlag Emil Driess, Plochingen/Neckar 1959.
- Deutsche Geschichte. Bd. II: Vom Ende des 30jährigen Krieges bis zur Gegenwart. 3. Aufl., Herba-Verlag Emil Driess, Plochingen/Neckar 1956.
- Die Völker der Erde.  Herba-Verlag Emil Driess, Plochingen/Neckar.